# Einfeldia
Einfeldia is een muggengeslacht uit de familie van de Dansmuggen (Chironomidae).

## Soorten
- E. austini Beck and Beck, 1970
- E. brunneipennis (Johannsen, 1905)
- E. chelonia (Townes, 1956)
- E. natchitocheae (Sublette, 1964)
- E. pagana (Meigen, 1838)
- E. paganus (Meigen, 1838)
- E. pectoralis Kieffer, 1924